# Martín Scelzo

a Compétitions nationales et continentales officielles uniquement.

b Matchs officiels uniquement.
Dernière mise à jour le 16 août 2017.
Martín Alejandro Scelzo, (1,89 m pour 128 kg) né le 5 février 1976 à Buenos Aires (Argentine), est un ancien joueur de rugby à XV argentin aujourd'hui entraîneur. En tant que joueur il a joué en équipe d'Argentine et évolué au poste de pilier droit (il commence sa carrière en deuxième ligne puis est passé pilier lors de son passage au RC Narbonne). Dans sa carrière il aura notamment porté pendant sept saisons le maillot de l'ASM Clermont-Auvergne.
En septembre 2004, il se blesse à un genou lors d'un match contre le FC Auch et ne reprend la compétition qu'en août 2005.

## Carrière

### En club
- Hindú Club (U.R.B.A)  Argentine
- 1999-2000 : Northampton Saints  Angleterre
- 2001-2004 : RC Narbonne  France
- 2004-2011 : ASM Clermont  France
- 2011-2012 : SU Agen  France

En mars 2009, il est sélectionné avec le XV du président, sélection de joueurs étrangers évoluant en France coachée par Vern Cotter, pour jouer un match amical contre les Barbarians français au Stade Ernest-Wallon à Toulouse. Le XV du président l'emporte 33 à 26.

### En équipe nationale
Il a honoré sa première cape internationale avec l'équipe d'Argentine le 14 septembre 1996 avec une victoire 29-26 contre l'équipe des États-Unis à la clef.

## Carrière d’entraîneur
- 2016-2018 : ASM Romagnat rugby féminin

| Saison      | Club         | Division | Poste      | Classement | Coupe d'Europe | Challenge Européen |
| ----------- | ------------ | -------- | ---------- | ---------- | -------------- | ------------------ |
| 2016 - 2017 | ASM Romagnat | Top 8    | Entraîneur | 7e         | -              | -                  |
| 2017 - 2018 | ASM Romagnat | Top 8    | Entraîneur | 8e         | -              | -                  |

## Palmarès

### En club
Avec Clermont
- Championnat de France :
  - Champion (1) : 2010

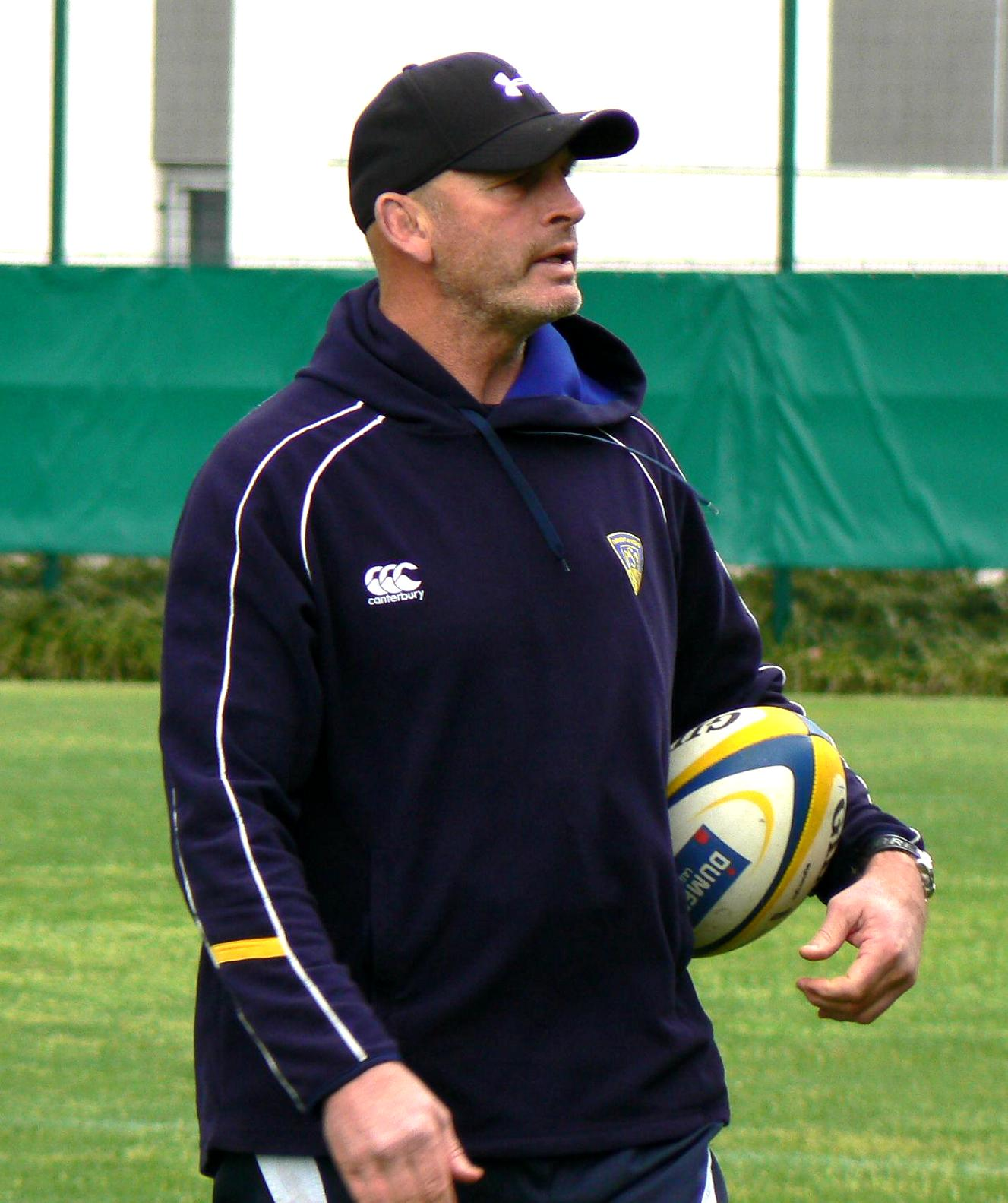
Vern Cotter est le manager de Martin Scelzo de 2006 à 2011.

- - Finaliste (3) : 2007 et 2008 et 2009
- Challenge européen :
  - Vainqueur (1) : 2007

Avec Northampton
- H-Cup :
  - Vainqueur (1) : 2000

### En équipe nationale
(à jour au 30.09.11)
- 57 sélections en équipe d'Argentine depuis 1996.
- 10 essais (50 points).

En coupe du monde :
- 2011 : 3 sélections (Angleterre, Roumanie, Écosse)
- 2007 : 5 sélections (France, Namibie, Irlande, Écosse, Afrique du Sud)
- 2003 : 3 sélections (Namibie, Roumanie, Irlande)
- 1999 : 3 sélections (Samoa, Irlande, France)